# Puchar Europy w biathlonie 2005/2006
Puchar Europy w biathlonie 2005/2006 był osiemnastą edycją tego cyklu zawodów. Puchar Europy rozpoczął się od zawodów w austriackim Obertilliach 2 grudnia 2005, zaś zakończył 18 marca 2006 w szwajcarskiej miejscowości Gurnigel. Zwycięzcami klasyfikacji generalnej zostali Rosjanie Dmitrij Jaroszenko i Olga Anisimowa.

## Mężczyźni

### Wyniki
| 1. Puchar Europy w Obertilliach, 2.12.2005 – 4.12.2005 | 1. Puchar Europy w Obertilliach, 2.12.2005 – 4.12.2005 | 1. Puchar Europy w Obertilliach, 2.12.2005 – 4.12.2005 | 1. Puchar Europy w Obertilliach, 2.12.2005 – 4.12.2005 | 1. Puchar Europy w Obertilliach, 2.12.2005 – 4.12.2005 |
| Data                                                   | Konkurencja                                            | miejsce                                                | miejsce                                                | miejsce                                                |
| ------------------------------------------------------ | ------------------------------------------------------ | ------------------------------------------------------ | ------------------------------------------------------ | ------------------------------------------------------ |
| 3 grudnia 2005                                         | Bieg indywidualny (20 km)                              | Ołeksij Korabejnikow                                   | Arnstein Mykland                                       | Jon Kristian Svaland                                   |
| 4 grudnia 2005                                         | Sprint (10 km)                                         | Dmitrij Jaroszenko                                     | John Ola Ulset                                         | Emil Hegle Svendsen                                    |

| 2. Puchar Europy w Obertilliach, 9.12.2005 – 11.12.2005 | 2. Puchar Europy w Obertilliach, 9.12.2005 – 11.12.2005 | 2. Puchar Europy w Obertilliach, 9.12.2005 – 11.12.2005 | 2. Puchar Europy w Obertilliach, 9.12.2005 – 11.12.2005 | 2. Puchar Europy w Obertilliach, 9.12.2005 – 11.12.2005 |
| Data                                                    | Konkurencja                                             | miejsce                                                 | miejsce                                                 | miejsce                                                 |
| ------------------------------------------------------- | ------------------------------------------------------- | ------------------------------------------------------- | ------------------------------------------------------- | ------------------------------------------------------- |
| 10 grudnia 2005                                         | Sprint (10 km)                                          | Dmitrij Jaroszenko                                      | Arnstein Mykland                                        | Michaił Koczkin                                         |
| 11 grudnia 2005                                         | Bieg pościgowy (12,5 km)                                | Arnstein Mykland                                        | Aleksiej Czurin                                         | Dmitrij Jaroszenko                                      |

| 3. Puchar Europy w Windischgarsten – Rosenau, 15.12.2005 – 17.12.2005 | 3. Puchar Europy w Windischgarsten – Rosenau, 15.12.2005 – 17.12.2005 | 3. Puchar Europy w Windischgarsten – Rosenau, 15.12.2005 – 17.12.2005 | 3. Puchar Europy w Windischgarsten – Rosenau, 15.12.2005 – 17.12.2005 | 3. Puchar Europy w Windischgarsten – Rosenau, 15.12.2005 – 17.12.2005 |
| Data                                                                  | Konkurencja                                                           | miejsce                                                               | miejsce                                                               | miejsce                                                               |
| --------------------------------------------------------------------- | --------------------------------------------------------------------- | --------------------------------------------------------------------- | --------------------------------------------------------------------- | --------------------------------------------------------------------- |
| 16 grudnia 2005                                                       | Sprint (10 km)                                                        | Jörn Wollschläger                                                     | Andriej Makowiejew                                                    | Jože Poklukar                                                         |
| 17 grudnia 2005                                                       | Bieg pościgowy (12,5 km)                                              | Dmitrij Jaroszenko                                                    | Jörn Wollschläger                                                     | Andriej Makowiejew                                                    |

| 4. Puchar Europy w Altenberg, 13.01.2006 – 15.01.2006 | 4. Puchar Europy w Altenberg, 13.01.2006 – 15.01.2006 | 4. Puchar Europy w Altenberg, 13.01.2006 – 15.01.2006 | 4. Puchar Europy w Altenberg, 13.01.2006 – 15.01.2006 | 4. Puchar Europy w Altenberg, 13.01.2006 – 15.01.2006 |
| Data                                                  | Konkurencja                                           | miejsce                                               | miejsce                                               | miejsce                                               |
| ----------------------------------------------------- | ----------------------------------------------------- | ----------------------------------------------------- | ----------------------------------------------------- | ----------------------------------------------------- |
| 14 stycznia 2005                                      | Sprint (10 km)                                        | Dmitrij Jaroszenko                                    | Hans Martin Gjedrem                                   | Frédéric Jean                                         |
| 15 stycznia 2005                                      | Bieg pościgowy (12,5 km)                              | Steve Renner                                          | Hans Martin Gjedrem                                   | Frédéric Jean                                         |

| 5. Puchar Europy w Ridnaun-Val Ridanna, 18.01.2006 – 21.01.2006 | 5. Puchar Europy w Ridnaun-Val Ridanna, 18.01.2006 – 21.01.2006 | 5. Puchar Europy w Ridnaun-Val Ridanna, 18.01.2006 – 21.01.2006        | 5. Puchar Europy w Ridnaun-Val Ridanna, 18.01.2006 – 21.01.2006                     | 5. Puchar Europy w Ridnaun-Val Ridanna, 18.01.2006 – 21.01.2006                               |
| Data                                                            | Konkurencja                                                     | miejsce                                                                | miejsce                                                                             | miejsce                                                                                       |
| --------------------------------------------------------------- | --------------------------------------------------------------- | ---------------------------------------------------------------------- | ----------------------------------------------------------------------------------- | --------------------------------------------------------------------------------------------- |
| 19 stycznia 2006                                                | Bieg indywidualny (20 km)                                       | Carsten Pump                                                           | Yann Debayle                                                                        | Aleksiej Sołowiew                                                                             |
| 20 stycznia 2006                                                | Sprint (10 km)                                                  | Siergiej Baszkirow                                                     | Christoph Knie                                                                      | Sergio Bonaldi                                                                                |
| 21 stycznia 2006                                                | Sztafeta (4 × 7,5 km)                                           | Niemcy Steve Renner · Sven Kretzschmar · Carsten Pump · Christoph Knie | Rosja Aleksiej Kobielew · Aleksiej Sołowiew · Andriej Prokunin · Dmitrij Jaroszenko | Norwegia Anstein Mykland · Hans Martin Gjedrem · Jon Kristian Svaland · Tor Halvor Bjoernstad |

| 6. Puchar Europy w Martell-Val Martello, 10.03.2006 – 12.03.2006 | 6. Puchar Europy w Martell-Val Martello, 10.03.2006 – 12.03.2006 | 6. Puchar Europy w Martell-Val Martello, 10.03.2006 – 12.03.2006 | 6. Puchar Europy w Martell-Val Martello, 10.03.2006 – 12.03.2006 | 6. Puchar Europy w Martell-Val Martello, 10.03.2006 – 12.03.2006 |
| Data                                                             | Konkurencja                                                      | miejsce                                                          | miejsce                                                          | miejsce                                                          |
| ---------------------------------------------------------------- | ---------------------------------------------------------------- | ---------------------------------------------------------------- | ---------------------------------------------------------------- | ---------------------------------------------------------------- |
| 11 lutego 2007                                                   | Sprint (10 km)                                                   | Paolo Longo                                                      | Sergio Bonaldi                                                   | Christian Höfer                                                  |
| 12 lutego 2007                                                   | Bieg pościgowy (12,5 km)                                         | Tanguy Roche                                                     | Christian Höfer                                                  | Mattia Cola                                                      |

| 7. Puchar Europy w Gurnigel, 15.03.2006 – 18.03.2006 | 7. Puchar Europy w Gurnigel, 15.03.2006 – 18.03.2006 | 7. Puchar Europy w Gurnigel, 15.03.2006 – 18.03.2006 | 7. Puchar Europy w Gurnigel, 15.03.2006 – 18.03.2006 | 7. Puchar Europy w Gurnigel, 15.03.2006 – 18.03.2006 |
| Data                                                 | Konkurencja                                          | miejsce                                              | miejsce                                              | miejsce                                              |
| ---------------------------------------------------- | ---------------------------------------------------- | ---------------------------------------------------- | ---------------------------------------------------- | ---------------------------------------------------- |
| 16 marca 2006                                        | Sprint (10 km)                                       | Roland Zwahlen                                       | Frédéric Jean                                        | Hans Peter Foidl                                     |
| 17 marca 2006                                        | Bieg pościgowy (12,5 km)                             | Frédéric Jean                                        | Alexandre Aubert                                     | Roland Zwahlen                                       |
| 17 marca 2006                                        | Start masowy (12,5 km)                               | Frédéric Jean                                        | Lionel Grebot                                        | Sergio Bonaldi                                       |

### Klasyfikacje
| Miejsce | Imię                 | Punkty |
| ------- | -------------------- | ------ |
| 1       | Dmitrij Jaroszenko   | 410    |
| 2       | Lois Habert          | 279    |
| 3.      | Sergio Bonaldi       | 258    |
| 4.      | Hans Peter Foidl     | 254    |
| 5       | Arnstein Mykland     | 240    |
| 6       | Hans Martin Gjedrem  | 238    |
| 7       | Frédéric Jean        | 234    |
| 8       | Jon Kristian Svaland | 224    |
| 9       | Vincent Porret       | 221    |
| 10      | Aleksiej Sołowiew    | 190    |

| Miejsce | Imię               | Punkty |
| ------- | ------------------ | ------ |
| 11      | Tanguy Roche       | 187    |
| 12      | Yann Debayle       | 178    |
| 13      | Jaroslav Soukup    | 174    |
| 14      | Carsten Pump       | 173    |
| 15      | Jörn Wollschläger  | 169    |
| 15      | Christoph Knie     | 169    |
| 17      | Siergiej Konowałow | 167    |
| 18      | Steve Renner       | 158    |
| 19      | Andriej Prokunin   | 157    |
| 20      | Artiom Uszakow     | 154    |

| Miejsce | Imię                 | Punkty |
| ------- | -------------------- | ------ |
| 1       | Lois Habert          | 83     |
| 2       | Carsten Pump         | 80     |
| 2.      | Jon Kristian Svaland | 80     |
| 4.      | Arnstein Mykland     | 74     |
| 5       | Alexander Os         | 66     |
| 6       | Yann Debayle         | 57     |
| 7       | Ołeksij Korabejnikow | 50     |
| 7       | Artiom Uszakow       | 50     |
| 9       | Aleksiej Sołowiew    | 49     |
| 10      | Fabian Mund          | 45     |

| Miejsce | Imię                | Punkty |
| ------- | ------------------- | ------ |
| 1       | Dmitrij Jaroszenko  | 235    |
| 2       | Sergio Bonaldi      | 164    |
| 3.      | Hans Peter Foidl    | 138    |
| 4.      | Hans Martin Gjedrem | 125    |
| 5       | Vincent Porret      | 122    |
| 6       | Aleksiej Sołowiew   | 107    |
| 7       | Lois Habert         | 100    |
| 8       | Jaroslav Soukup     | 98     |
| 8       | Arnstein Mykland    | 98     |
| 10      | Christoph Kine      | 96     |

| Miejsce | Imię                | Punkty |
| ------- | ------------------- | ------ |
| 1       | Dmitrij Jaroszenko  | 133    |
| 2       | Frédéric Jean       | 121    |
| 3.      | Tanguy Roche        | 100    |
| 4.      | Hans Peter Foidl    | 96     |
| 5       | Sergio Bonaldi      | 94     |
| 6       | Hans Martin Gjedrem | 93     |
| 7       | Steve Renner        | 95     |
| 8       | Jörn Wollschläger   | 90     |
| 9       | Alexandre Aubert    | 88     |
| 10      | Vincent Porret      | 85     |

## Kobiety

### Wyniki
| 1. Puchar Europy w Obertilliach, 2.12.2005 – 4.12.2005 | 1. Puchar Europy w Obertilliach, 2.12.2005 – 4.12.2005 | 1. Puchar Europy w Obertilliach, 2.12.2005 – 4.12.2005 | 1. Puchar Europy w Obertilliach, 2.12.2005 – 4.12.2005 | 1. Puchar Europy w Obertilliach, 2.12.2005 – 4.12.2005 |
| Data                                                   | Konkurencja                                            | miejsce                                                | miejsce                                                | miejsce                                                |
| ------------------------------------------------------ | ------------------------------------------------------ | ------------------------------------------------------ | ------------------------------------------------------ | ------------------------------------------------------ |
| 3 grudnia 2005                                         | Bieg indywidualny (15 km)                              | Romy Beer                                              | Sabrina Buchholz                                       | Julie Bonnevie-Svendsen                                |
| 4 grudnia 2005                                         | Sprint (7,5 km)                                        | Rachel Steer                                           | Magdalena Neuner                                       | Anna Bułygina                                          |

| 2. Puchar Europy w Obertilliach, 9.12.2005 – 11.12.2005 | 2. Puchar Europy w Obertilliach, 9.12.2005 – 11.12.2005 | 2. Puchar Europy w Obertilliach, 9.12.2005 – 11.12.2005 | 2. Puchar Europy w Obertilliach, 9.12.2005 – 11.12.2005 | 2. Puchar Europy w Obertilliach, 9.12.2005 – 11.12.2005 |
| Data                                                    | Konkurencja                                             | miejsce                                                 | miejsce                                                 | miejsce                                                 |
| ------------------------------------------------------- | ------------------------------------------------------- | ------------------------------------------------------- | ------------------------------------------------------- | ------------------------------------------------------- |
| 10 grudnia 2005                                         | Sprint (7,5 km)                                         | Anastasija Kuźmina                                      | Julia Makarowa                                          | Julie Carraz-Collin                                     |
| 11 grudnia 2005                                         | Bieg pościgowy (10 km)                                  | Julia Makarowa                                          | Anna Sorokina                                           | Ute Niziak                                              |

| 3. Puchar Europy w Windischgarsten-Rosenau, 15.12.2006 – 17.12.2006 | 3. Puchar Europy w Windischgarsten-Rosenau, 15.12.2006 – 17.12.2006 | 3. Puchar Europy w Windischgarsten-Rosenau, 15.12.2006 – 17.12.2006 | 3. Puchar Europy w Windischgarsten-Rosenau, 15.12.2006 – 17.12.2006 | 3. Puchar Europy w Windischgarsten-Rosenau, 15.12.2006 – 17.12.2006 |
| Data                                                                | Konkurencja                                                         | miejsce                                                             | miejsce                                                             | miejsce                                                             |
| ------------------------------------------------------------------- | ------------------------------------------------------------------- | ------------------------------------------------------------------- | ------------------------------------------------------------------- | ------------------------------------------------------------------- |
| 16 grudnia 2005                                                     | Sprint (7,5 km)                                                     | Magdalena Neuner                                                    | Julia Makarowa                                                      | Olga Anisimowa                                                      |
| 17 grudnia 2005                                                     | Bieg pościgowy (10 km)                                              | Magdalena Neuner                                                    | Julia Makarowa                                                      | Anastasija Kuźmina                                                  |

| 4. Puchar Europy w Altenberg, 13.01.2006 – 15.01.2006 | 4. Puchar Europy w Altenberg, 13.01.2006 – 15.01.2006 | 4. Puchar Europy w Altenberg, 13.01.2006 – 15.01.2006 | 4. Puchar Europy w Altenberg, 13.01.2006 – 15.01.2006 | 4. Puchar Europy w Altenberg, 13.01.2006 – 15.01.2006 |
| Data                                                  | Konkurencja                                           | miejsce                                               | miejsce                                               | miejsce                                               |
| ----------------------------------------------------- | ----------------------------------------------------- | ----------------------------------------------------- | ----------------------------------------------------- | ----------------------------------------------------- |
| 14 stycznia 2006                                      | Sprint (7,5 km)                                       | Anna Bułygina                                         | Ann Kristin Flatland                                  | Romy Beer                                             |
| 15 stycznia 2006                                      | Bieg pościgowy (10 km)                                | Jenny Adler                                           | Anna Bułygina                                         | Julie Carraz-Collin                                   |

| 5. Puchar Europy w Ridnaun-Val Ridanna, 18.01.2006 – 21.011.2006 | 5. Puchar Europy w Ridnaun-Val Ridanna, 18.01.2006 – 21.011.2006 | 5. Puchar Europy w Ridnaun-Val Ridanna, 18.01.2006 – 21.011.2006      | 5. Puchar Europy w Ridnaun-Val Ridanna, 18.01.2006 – 21.011.2006 | 5. Puchar Europy w Ridnaun-Val Ridanna, 18.01.2006 – 21.011.2006                    |
| Data                                                             | Konkurencja                                                      | miejsce                                                               | miejsce                                                          | miejsce                                                                             |
| ---------------------------------------------------------------- | ---------------------------------------------------------------- | --------------------------------------------------------------------- | ---------------------------------------------------------------- | ----------------------------------------------------------------------------------- |
| 19 stycznia 2006                                                 | Bieg indywidualny (15 km)                                        | Julia Makarowa                                                        | Katja Beer                                                       | Anna Bułygina                                                                       |
| 20 stycznia 2006                                                 | Sprint (7,5 km)                                                  | Anna Bułygina                                                         | Jenny Adler                                                      | Katja Beer                                                                          |
| 21 stycznia 2006                                                 | Sztafeta (4 × 6 km)                                              | Rosja Anna Bułygina · Olga Anisimowa · Anna Sorokina · Julia Makarowa | Niemcy Jenny Adler · Romy Beer · Ute Niziak · Katja Beer         | Białoruś Tacciana Szyntar · Ludmiła Kalinczyk · Ksienija Zikunkowa · Ludmiła Anańka |

| 6. Puchar Europy w Martell-Val Martello, 10.03.2006 – 12.03.2006 | 6. Puchar Europy w Martell-Val Martello, 10.03.2006 – 12.03.2006 | 6. Puchar Europy w Martell-Val Martello, 10.03.2006 – 12.03.2006 | 6. Puchar Europy w Martell-Val Martello, 10.03.2006 – 12.03.2006 | 6. Puchar Europy w Martell-Val Martello, 10.03.2006 – 12.03.2006 |
| Data                                                             | Konkurencja                                                      | miejsce                                                          | miejsce                                                          | miejsce                                                          |
| ---------------------------------------------------------------- | ---------------------------------------------------------------- | ---------------------------------------------------------------- | ---------------------------------------------------------------- | ---------------------------------------------------------------- |
| 11 marca 2006                                                    | Sprint (7,5 km)                                                  | Magdalena Neuner                                                 | Sabrina Buchholz                                                 | Katja Haller                                                     |
| 12 marca 2006                                                    | Bieg pościgowy (10 km)                                           | Sabrina Buchholz                                                 | Anne Preußler                                                    | Katja Haller                                                     |

| 7. Puchar Europy w Gurnigel, 15.03.2006 – 18.03.2006 | 7. Puchar Europy w Gurnigel, 15.03.2006 – 18.03.2006 | 7. Puchar Europy w Gurnigel, 15.03.2006 – 18.03.2006 | 7. Puchar Europy w Gurnigel, 15.03.2006 – 18.03.2006 | 7. Puchar Europy w Gurnigel, 15.03.2006 – 18.03.2006 |
| Data                                                 | Konkurencja                                          | miejsce                                              | miejsce                                              | miejsce                                              |
| ---------------------------------------------------- | ---------------------------------------------------- | ---------------------------------------------------- | ---------------------------------------------------- | ---------------------------------------------------- |
| 16 marca 2006                                        | Sprint (7,5 km)                                      | Nicole Pfluger                                       | Selina Gasparin                                      | Agnieszka Cyl                                        |
| 17 marca 2006                                        | Bieg pościgowy (10 km)                               | Nicole Pfluger                                       | Agnieszka Cyl                                        | Selina Gasparin                                      |
| 18 marca 2006                                        | Start masowy (10 km)                                 | Nicole Pfluger                                       | Selina Gasparin                                      | Agnieszka Cyl                                        |

### Klasyfikacje
| Miejsce | Imię                | Punkty |
| ------- | ------------------- | ------ |
| 1       | Olga Anisimowa      | 379    |
| 2       | Romy Beer           | 370    |
| 3.      | Anna Bułygina       | 346    |
| 4.      | Julia Makarowa      | 321    |
| 5       | Nicole Pfluger      | 311    |
| 6       | Magdalena Neuner    | 297    |
| 7       | Anne-Laure Mignerey | 284    |
| 8       | Jenny Adler         | 274    |
| 9       | Ute Niziak          | 272    |
| 10      | Sabrina Buchholz    | 234    |

| Miejsce | Imię                | Punkty |
| ------- | ------------------- | ------ |
| 11      | Anna Sorokina       | 231    |
| 12      | Julie Carraz-Collin | 221    |
| 13      | Anastasija Kuźmina  | 205    |
| 14      | Agnieszka Cyl       | 194    |
| 15      | Katja Beer          | 182    |
| 16      | Uljana Dienisowa    | 157    |
| 17      | Selina Gasparin     | 154    |
| 18      | Jori Mørkve         | 151    |
| 19      | Irina Malgina       | 147    |
| 20      | Borghild Ouren      | 138    |

| Miejsce | Imię             | Punkty |
| ------- | ---------------- | ------ |
| 1       | Romy Beer        | 82     |
| 2       | Julia Makarowa   | 72     |
| 3.      | Katja Beer       | 70     |
| 4.      | Anna Bułygina    | 69     |
| 5       | Jenny Adler      | 62     |
| 6       | Borghild Ouren   | 60     |
| 7       | Jori Mørkve      | 53     |
| 8       | Pawlina Filipowa | 50     |
| 8       | Olga Anisimowa   | 50     |
| 10      | Irina Malgina    | 49     |

| Miejsce | Imię                | Punkty |
| ------- | ------------------- | ------ |
| 1       | Romy Beer           | 194    |
| 2       | Olga Anisimowa      | 183    |
| 3.      | Anne-Laure Mignerey | 174    |
| 4.      | Nicole Pfluger      | 163    |
| 5       | Magdalena Neuner    | 162    |
| 6       | Anna Bułygina       | 158    |
| 7       | Julie Carraz-Collin | 125    |
| 8       | Julia Makarowa      | 123    |
| 9       | Ute Niziak          | 121    |
| 10      | Jenny Adler         | 110    |

| Miejsce | Imię                | Punkty |
| ------- | ------------------- | ------ |
| 1       | Olga Anisimowa      | 134    |
| 2       | Julia Makarowa      | 126    |
| 3.      | Anna Bułygina       | 118    |
| 4.      | Nicole Pfluger      | 111    |
| 5       | Anna Sorokina       | 109    |
| 6       | Ute Niziak          | 106    |
| 7       | Anne-Laure Mignerey | 100    |
| 8       | Magdalena Neuner    | 98     |
| 9       | Agnieszka Cyl       | 96     |
| 10      | Sabrina Buchholz    | 80     |